# Genimen prasinum
Genimen prasinum är en insektsart som beskrevs av Bolívar, I. 1918. Genimen prasinum ingår i släktet Genimen och familjen gräshoppor. Inga underarter finns listade i Catalogue of Life.